# آدم ميتشيل (لاعب كرة قدم بريطاني)
آدم ميتشيل (بالإنجليزية: Adam Mitchell) (18 أكتوبر 1993 بإنجلترا في المملكة المتحدة - ) هو لاعب كرة قدم بريطاني في مركز جناح ‏. لعب مع نادي سندرلاند ونادي هاروجيت تاون وDarlington 1883 ‏.

## وصلات خارجية
- آدم ميتشيل على موقع قاعدة بيانات كرة القدم.إي يو (الإنجليزية)
- آدم ميتشيل على موقع Soccerway.com (الإنجليزية)
- آدم ميتشيل على موقع عالم كرة القدم.نت (الإنجليزية)